# Mingottische Operntruppen

Titelblatt von Giuseppe Nicola Albertis Oper La fede ne’ tradimenti, mit der die Mingottis das ComödienHauß in Graz 1736 eröffneten

Die Mingottischen Operntruppen waren zwei fahrende Gruppen von Sängern und Musikern, die jeweils die Brüder Pietro (* um 1702 in Venedig; † 28. April 1759 in Kopenhagen) und Angelo Mingotti (* um 1700 in Venedig; † nach 1767) als Impresarios leiteten. Sie zogen von 1730 bis 1767 durch Mittel- und Nordeuropa, arbeiteten teilweise zusammen und führten Opern auf.

## Leben
Angelo Mingotti trat erstmalig 1730 in Vicenza mit seiner aus drei Sängern und fünf Sängerinnen bestehenden italienischen Operntruppe auf. Nach einer Zwischenstation in Prag erhielt er in Leipzig zur Michaelismesse 1732 für seine Compagnie italienischen Operisten aus Prag eine Spielgenehmigung und Ende 1732 in Brünn die Erlaubnis, ein Theater in der Reitschul (in einer ehemaligen Reithalle) zu errichten, das er zum Karneval 1733 mit den Opern Argippo bzw. Gli amori amari des Komponisten Antonio Constantini eröffnete; Ende 1733 wurde es schon abgerissen. Ab November 1733 spielte Angelo in dem von der Stadt Brünn neu errichteten Theater In der Taffern (Reduta). Pietro Mingotti trat mit seiner Truppe 1733 in Laibach erstmals in Erscheinung.
Beide bekamen im Frühjahr 1736 das Recht, zehn Jahre in Graz in der Wagenremise der Hofstallungen am Tummelplatz, die seit 1690 nicht mehr genutzt wurde, ihre Aufführungen darzubieten:

„Die erste Nachricht, die wir über ihn [d. h. Pietro Mongotti] kennen, ist eine Anweisung an die Hofkammer vom 15. Mai 1736, laut welcher ihm für die Widmung seiner ersten Oper an die Regierung und Hofkammer zwölf Ducaten oder fünfzig Gulden in Silber ausgezahlt werden sollten. Er hat demnach voraussichtlich im Mai 1736 seine Vorstellungen begonnen. Am 12. Juni erhielt er die Bewilligung, in den nächstfolgenden zehn Jahren gesungene theatralische Vorstellungen in Graz zu geben, und sodann auch die Erlaubniss, ein Theater zu erbauen, und zwar am Tummelplatz und unmittelbar an der Fortification und nicht weit von einem Pulvermagazin, wie sich aus einem Decrete des Hofkriegsrathes vom 2. October 1736 ersehen lässt, worin ihm gestattet wurde, den Tragbaum des Baues auf die Fortificationsmauer aufzulegen.“

Die Mingottis bauten das Gebäude zum Oper- oder ComoedienHauß auf dem Tummelplatz (Kommod-Haus) aus (1813 abgebrochen). Es war 31,5 m lang und 13 m breit. Der Zuschauerraum war hufeisenförmig und von einem Logenkranz umgeben. Es fasste ca. 400 Zuschauer und hatte 3 Preiskategorien.

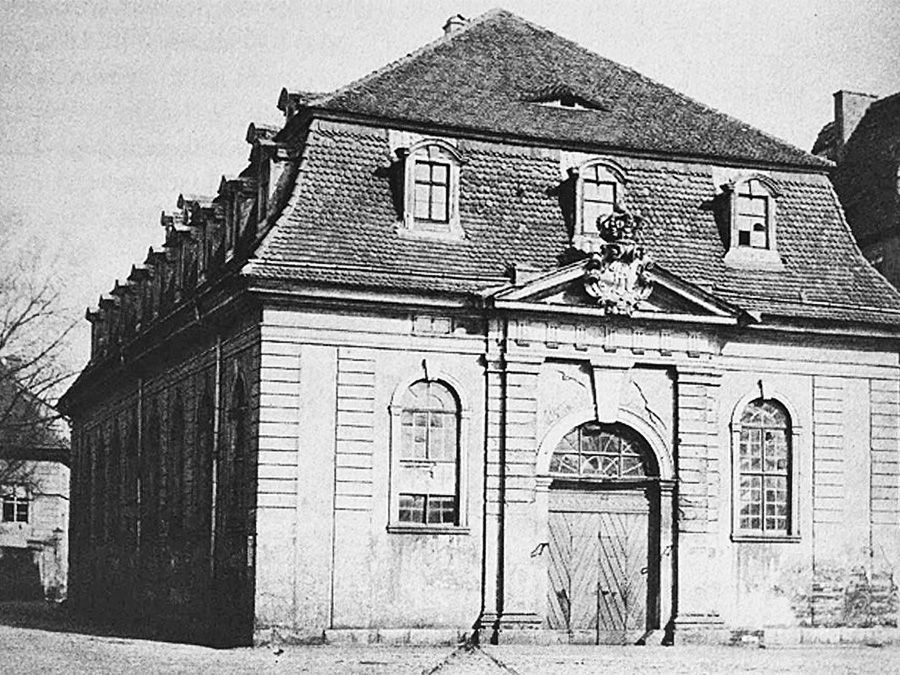
Reithaus in Leipzig im Jahre 1865 (1868 abgebrochen)

Das Theater wurde im Sommer 1736 eröffnet. Georg Adam Hoffmann, der Hofmeister des Grafen Johann Adam von Questenberg, schrieb am 18. August 1736:

„Jezt gleich höre ich, dass der Mingotti sich nacher Gräz verfüget habe, allwo er das theatrum auf ein jahr veraccordieret haben soll.“

Die Mingottis nutzten ihr Grazer Spielrecht nur bis 1743.
In weiteren Städten traten beide gemeinsam auf. Etwa acht Sängerinnen, Sänger und Tänzer reisten mit den Mingottis, die Instrumentalisten wurden meistens in den jeweiligen Spielorten verpflichtet. Es wurden meist italienische Opera serias, Opera buffas und Singspiele aufgeführt. Zur Operntruppe von Pietro gehörten auch seit 1736 die Sängerin Marianne Pirker und ihr Ehemann, der Violinist Franz Josef Carl Pirker (1701–1786), der vielmals die italienischen Opernlibretti für die Truppe ins Deutsche übersetzte. Im Jahr 1740 gastierte Angelos Truppe mit Marianne Pirker erstmals in Hamburg. 1742 lösten sich die Pirkers von den Minegottis. 1748 kam es aber zu einer erneuten Zusammenarbeit mit der Truppe bis 1749. Im Frühjahr 1749 verließ Marianne Pirker, „obgleich noch bis Ostern 1750 […] kontraktlich gebunden, die Mingottische Truppe und reiste nach Württemberg ab, wo sie am 24. Mai 1749 in Stuttgart eintraf“. Im Jahr 1742 wurde Paolo Scalabrini bei Pietro Kapellmeister.
Ende 1743 stellte Pietro Mingotti die damals noch unbekannte Sopranistin Regina Valentini ein, die er Anfang Januar 1747 heiratete.
In den Jahren 1744 und 1751 spielte Pietros Truppe während der Leipziger Messe, 1745 und 1747 auch gemeinsam mit Angelo. Dort erbauten sie 1744 dafür ein hölzernes Theater im Reithaus am Ranstädter Tor.
1746 erlebte Lübeck mit Ipermestra seine erste Opernaufführung, dargeboten von Pietro Mingotti, der am Haus von Zimmermeister Hermann Hinrich Schröder auf eigene Kosten für die Belange der Oper notwendige bauliche Veränderungen vornehmen ließ. Im Jahr 1753 wurde dort der Lüneburger Hof in der Beckergrube zu einem einstöckigen Logentheater umgebaut und dort gespielt.

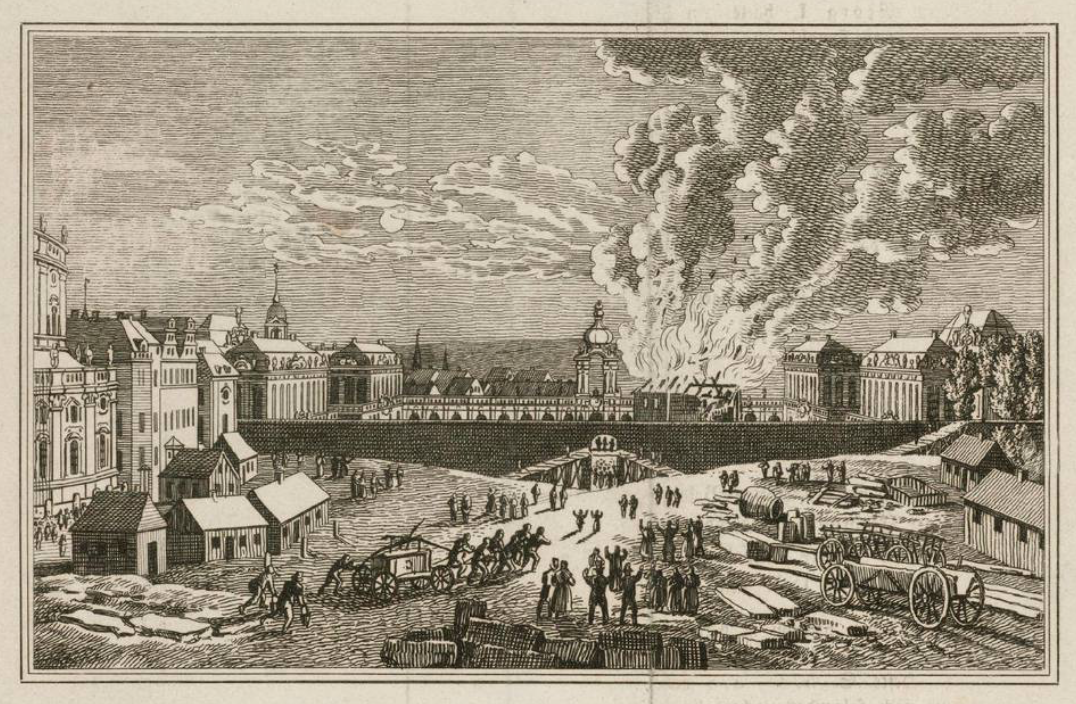
Ansicht des in Brand stehenden Mingotti-Theaters im Zwingerhof in Dresden 1748

Pietro Mingottis Reputation war hoch, so dass seine Truppe unter anderem die Krönungsoper Allesandro nell’Indie (Musik: Johann Adolph Hasse, Libretto: Pietro Metastasio mit Bearbeitung von Pirker) anlässlich der Krönung Maria Theresias zur Königin von Ungarn 1741 in Pressburg aufführte (mit dem Komponisten Johann Ignaz Beyer) und auch für die Krönungsfeierlichkeiten von Kaiser Franz I. 1745 in Frankfurt am Main eingesetzt war.
Am Geburtstag von Kaiser Franz I. am 8. Dezember 1745 führte Pietros Operngesellschaft in Hamburg Johann Adolf Hasses Oper La clemenza di Tito auf, die von zwei Werken Scalabrinis umrahmt wurde: dem „Prologo“ Per l’esaltazione al trono imperiale di Francesco re di Gierusalemme auf einen Text von Francesco Darbes und einem „Epilogo“ ohne eigenen Titel mit einem Text von Barthold Heinrich Brockes.
Seit 1746 war die Sängerin Margaretha Susanna Kayser Mitglied der reisenden Operntruppe von Pietro Mingotti, wahrscheinlich aber nur bis ins Jahr 1749.

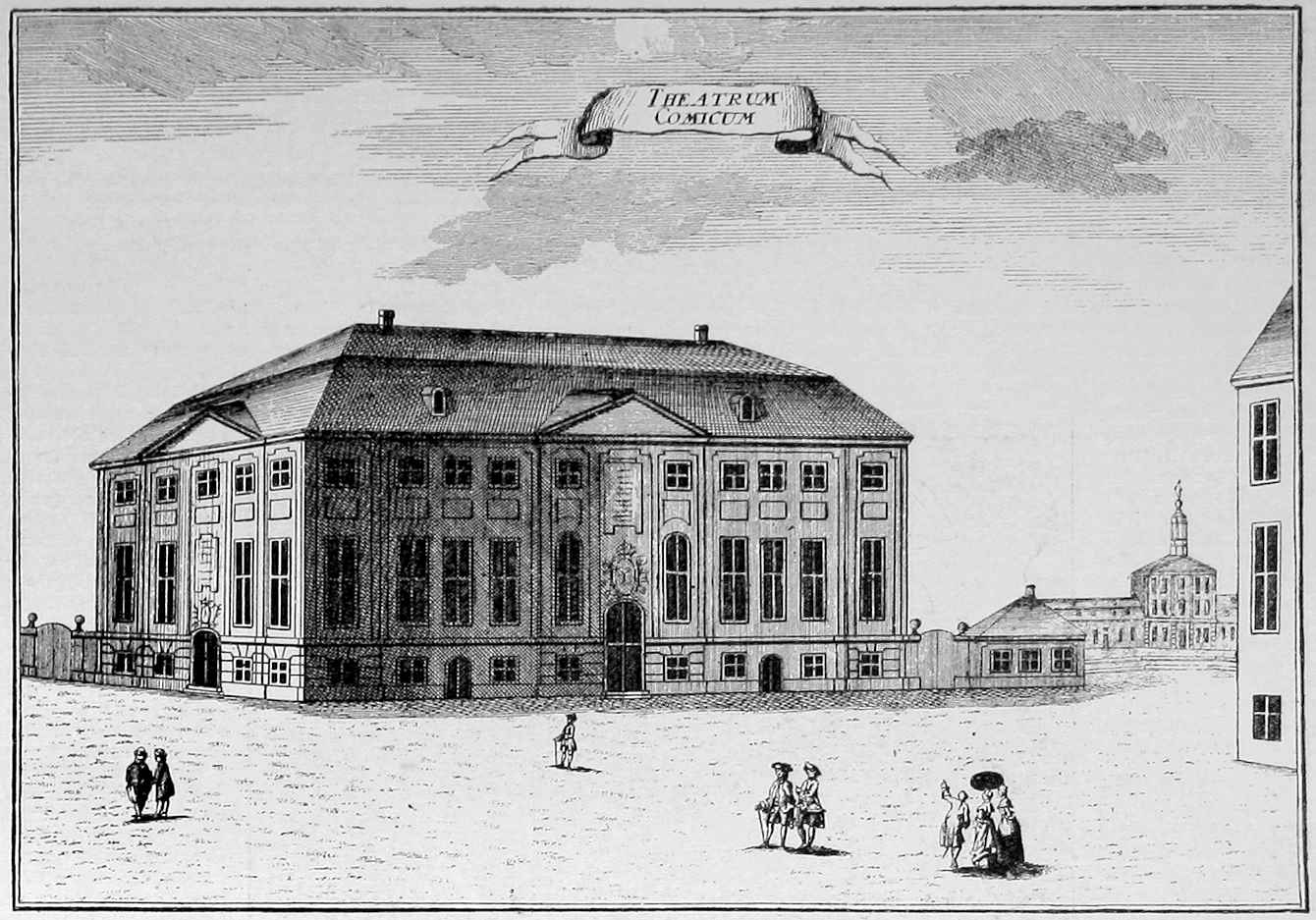
Das Königliche Theater in Kopenhagen 1748

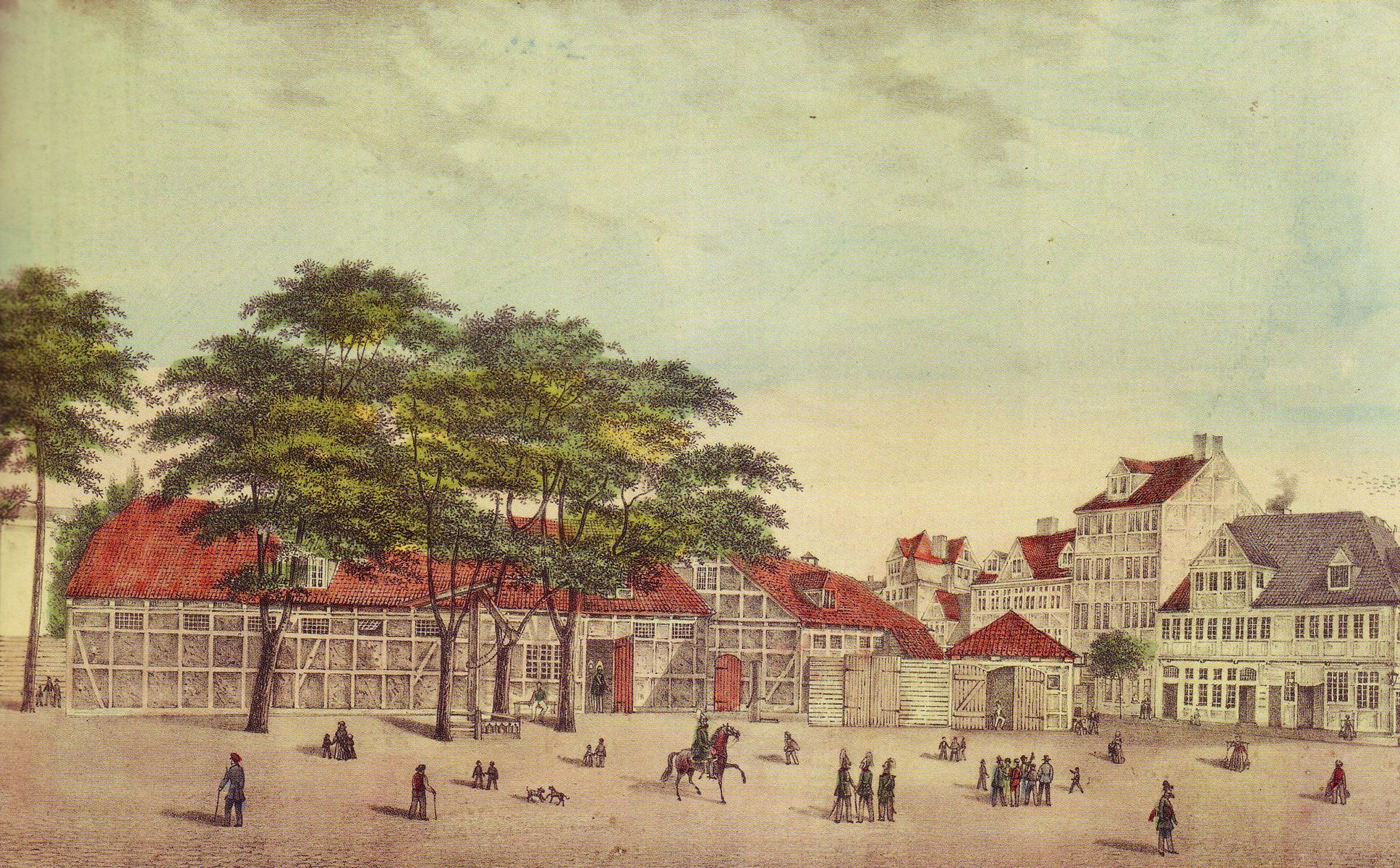
Abbildung des Theaters am Dragonerstall um 1850

Im Mai bis September 1747 stand für Pietro Mingotti und seine Truppe die Stadt Dresden auf dem Spielplan. Dort boten sie ihre Vorstellungen zunächst in einem 1746 von Angelo erbauten hölzernen Theater im Zwingerhof. Das Theater am Zwinger wurde am 7. Juli 1746 mit der Scalabrini-Oper Argenide nach John Barclay eröffnet, brannte aber bereits am 29. Januar 1748 nach Aufführung der Hasse-Oper Leucippo ab. In diesem Theater wurden zwischen 1746 und 1748 auch fünf Opern von Johann Georg Schürer von den Mingottis aufgeführt.

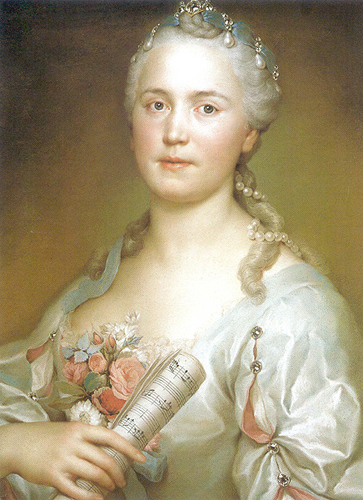
Anton Raphael Mengs: Pietro Mingottis Frau Regina (1745)

Auf Schloss Pillnitz bei Dresden spielten beide Truppen im Juni 1747 im Garten anlässlich der Doppelhochzeit der sächsischen Kurprinzessin Maria Anna mit dem bayerischen Kurfürsten Maximilian III. Joseph bzw. des sächsischen Thronfolgers Friedrich Christian mit der bayerischen Prinzessin Maria Antonia.
Christoph Willibald Gluck war mittlerweile Mitglied von Pietros Truppe geworden und dessen Oper Le nozze d’ercole e d’ebe wurde dort am 29. Juni 1747 uraufgeführt. Vom sächsischen Kurfürsten wurde Pietro dafür mit 3.100 Talern entlohnt. In Anerkennung seiner Dienste erhielt Pietro Mingotti am 17. Juli 1748 von August III. den Titel Comission Rat. Mingottis Frau Regina, die in der Aufführung die Rolle des Ercole gesungen hatte, wurde aufgrund des großen Erfolgs am 22. Juli 1747 an die Hofoper engagiert, trennte sich von Mingotti und machte später noch in Neapel, Madrid, Paris und London Karriere.

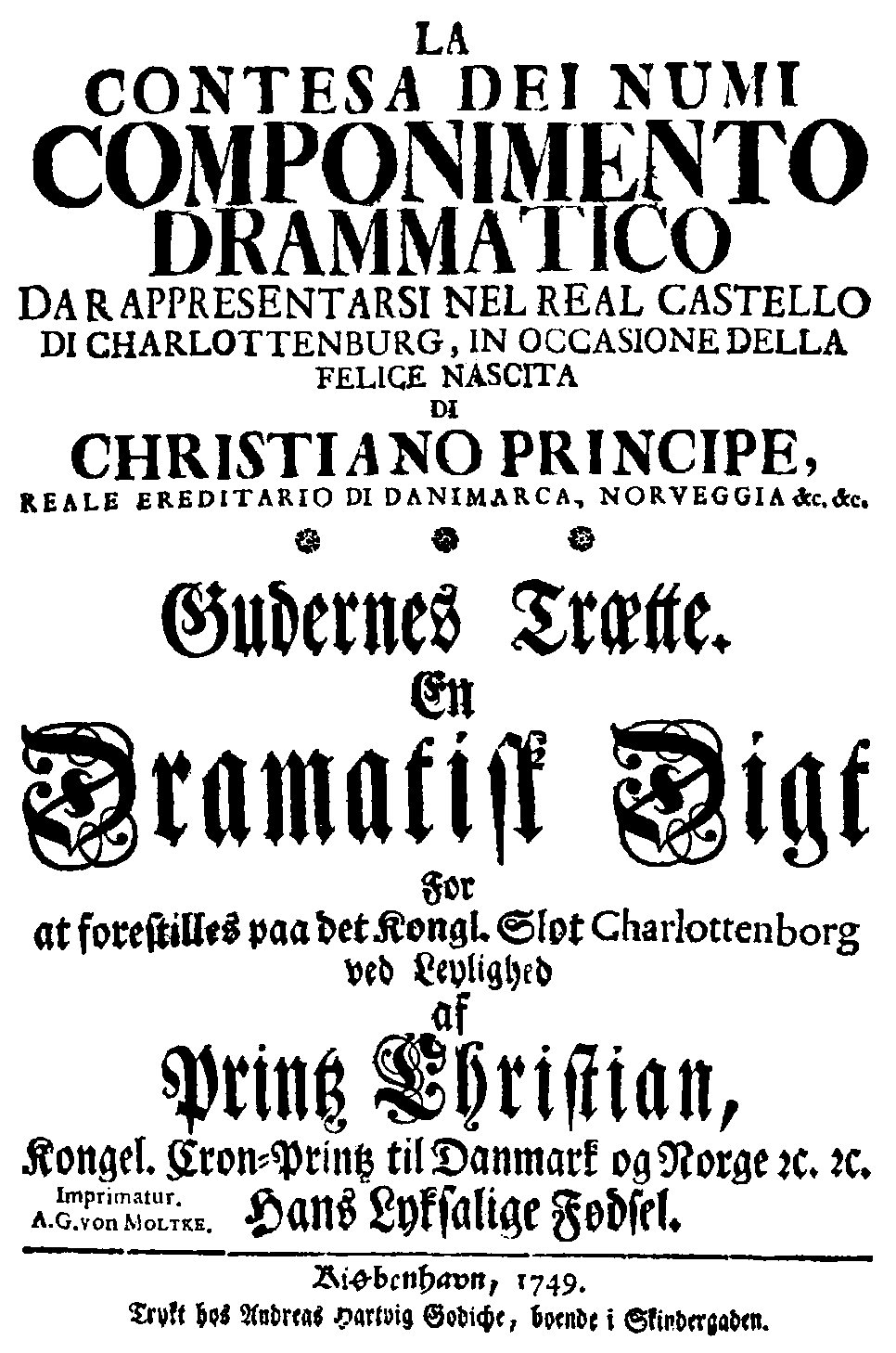
Titelblatt des Librettos von Glucks Oper La contesa de’ numi, Kopenhagen 1749

Etwa in seiner Zeit in Dresden erhielt Pietro das Angebot, am Kopenhagener Hof zu spielen. Dort versuchte er am kurz zuvor errichteten Haus Det Kongelige Teater eine dauerhafte italienische Operntradition zu etablieren. Im September 1748 wurde Gluck Kapellmeister von Pietros Operngesellschaft, nachdem er bereits seit 1746 Vertreter Scalabrinis gewesen war, der nun Kapellmeister am dänischen Hof wurde. Pietro Mingotti wurde 1748 in die Kopenhagener Freimaurerloge St. Martin aufgenommen. Am 9. April 1749 wurde von Pietros Truppe Glucks componimento drammatico La contesa dei numi in Kopenhagen uraufgeführt. Danach trennte sich Gluck jedoch vermutlich von Pietro und an seine Stelle trat später Giuseppe Sarti.
Trotz der Kopenhagener Verpflichtung setzte Pietro Mingotti seine Konzertreisen in verschiedene deutsche Städte fort, darunter Lübeck, Schleswig und Hamburg, wo er bis 1748 im Opernhaus am Gänsemarkt spielen ließ. Ab September 1751 wollte seine Truppe wieder am Gänsemarkt auftreten, das Haus wurde aber vom Hamburger Rat wegen Baufälligkeit geschlossen. Mingotti ließ deshalb Teile des alten Dragonerstalls zum Theater am Dragonerstall (auf dem Grundstück der heutigen Laeiszhalle) ausbauen, das am 18. November 1751 eröffnet wurde. Der Aufenthalt in Hamburg musste Anfang Juni 1752 abgebrochen werden, weil der Kastrat Pietro Mingotti erstechen wollte:

„Als vor einigen Tagen die hiesigen Operisten mitten im Agiren begriffen waren, so äusserte sich zwischen denenselben ein solcher Streit, daß sie auf einander die Degen gezogen, und der Castrate in eine solche Wuht geriethe, daß er seinen Principal den Mingotti erstechen wolte, es muste demnach die Wache herbey geholet werden, welche alle Acteurs in Arrest brachten, wovon zwar die mehreste wieder los gegeben wurden, allein der Principal und der Castrate musten länger sitzen bleiben. Es wurde auch der Castrate dahin angehalten, seinem Principal den erlittenen Schaden zu ersetzen, weil die Opera nicht konte ausgespielet werden. Nun leistete zwar besagter Castrate eine juratorische Caution, und hierauf solte eine neue Opera präsentiret werden. Es stelleten sich auch die Zuschauer ein, allein, da die Action angehen solte, war bereits der Castrate nebst einigen Acteurs echappiert, und muste diese Opera auch wieder eingestellet werden.“

Friedrich von Hagedorn verewigte 1753 die Mingottis in seinem Gedicht Jodel:

„Herr Jodel, Jodels Sohn, erblaßte schnell und satt:

Er, dem die Stadt die Welt, sein Kirchspiel eine Stadt,

Sein Haus das Kirchspiel war: der nie in fremdem Lande

Luft oder Witz geschöpft: ein Feind der welschen Bande,

Die uns Mingotti bringt, der edlen Hetze Freund,

Die Heulen und Musik, und Mensch und Vieh vereint.

Ein Bürger voll von Recht: der schlimmen Zeiten Kenner;

Staats-, Stadts- und Vorstadts-klug: des Kaisers ernster Gönner:

Er starb. Was war sein Tod? Ein fetter Ochsen-Schmaus.

Wie viel verliert die Stadt, sein Kirchspiel und sein Haus!“

Während zur Blütezeit der Operntruppe Mitte der 1740er Jahre berühmte Interpreten wie die Sopranistinnen Giovanne della Stella und Rosa Costa und die Kastraten Settimio Canini und Filippo Finazzi (der auch für Mingotti komponierte) Mingottis Erfolg garantierten, nahm seit etwa 1750 die Qualität seiner Gruppe merklich ab; trotzdem kam es noch 1755 zu einem Gastspiel im Schlosstheater Drottningholm auf Einladung der schwedischen Königin.
Schwere finanzielle Schwierigkeiten zwangen Pietro, seinen Vertrag mit dem Hof in Kopenhagen 1755 zu beenden. 1756 ging er in Konkurs und lebte fortan von einer kleinen Pension des dänischen Königs, bevor er völlig verarmt starb. Angelo Mingottis Spur verliert sich nach der letzten dokumentierten Stagione (Spielzeit) in Bonn im Mai 1767, wo seine Truppe im Hoftheater die Oper Anagilda aufführte.

## Stationen von Angelo und Pietro Mingotti (Auswahl)

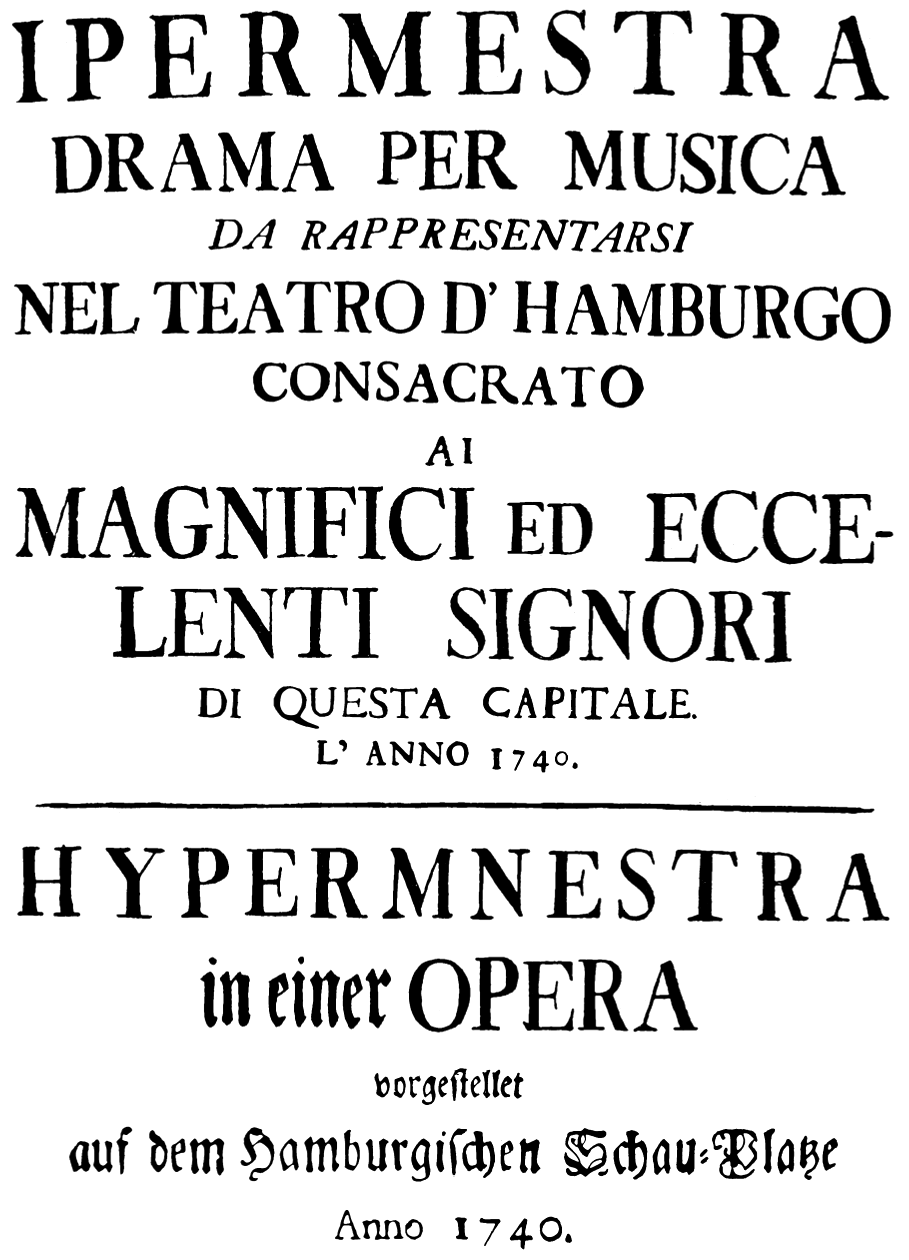
Titelblatt der Oper Ipermestra, die Angelo in Hamburg 1740 aufführte

Titelblatt der Oper Pharnaces, in Kopenhagen 1748 von Pietro inszeniert

Titelblatt von Baldassare Galuppis Oper L’amante di tutte, aufgeführt von Angelos Truppe 1765 in Münster

| Jahr          | Ort                 | Person    | Bemerkung |
| ------------- | ------------------- | --------- | --- |
| 1730          | Vicenca             | Angelo    | |
| 1732          | Prag                | Angelo    | |
| 1732–1736     | Brünn               | Angelo    | mit Unterbrechungen |
| 1733          | Venedig             | Angelo    | |
| 1736–1740     | Graz                | gemeinsam | |
| 1740          | Laibach             | Pietro    | |
| 1740          | Hamburg             | Angelo    | Oper am Gänsemarkt und 2 Konzerte jeweils im Kaiserhof und im Drillhaus mit Francesca Cuzzoni als Primadonna                                       |
| 1741          | Pressburg           | Pietro    | |
| 1741–1743     | Graz                | Pietro    | mit Unterbrechungen |
| 1742          | Laibach             | Pietro    | |
| 1743          | Klagenfurt, Linz    | Pietro    | |
| 1743          | Hamburg             | Pietro    | Oktober bis Dezember im Opernhaus am Gänsemarkt |
| 1743/44       | Prag                | Pietro    | Dezember 1743 bis Mitte 1744 Theater an der Kotzen                                                                                                 |
| 1744          | Leipzig             | Pietro    | Messe |
| 1744–1746     | Hamburg             | Pietro    | Mai 1744 bis Februar 1745 bzw. Dezember 1745 bis Mai 1746; Mai/Juni 1744 im Drill- und Baumhaus, ab Juli 1744 in der umgebauten Oper am Gänsemarkt |
| 1745          | Leipzig             | gemeinsam | Messe |
| 1745          | Frankfurt a. M.     | Pietro    | |
| 1746          | Lübeck              | Pietro    | Mai bis September 1746 |
| 1746–1748     | Hamburg             | Pietro    | Oktober 1746 bis Februar 1747 und November 1747, September bis Dezember 1748 (Gänsemarkt mit Gluck als Kapellmeister)                              |
| 1746          | Lübeck              | Pietro    | |
| 1746          | Prag und Graz       | Angelo    | |
| 1746          | Leipzig und Dresden | Angelo    | |
| 1747          | Leipzig             | gemeinsam | Messe |
| 1747          | Dresden             | Pietro    | Mai bis September |
| 1748 bis 1756 | Kopenhagen          | Pietro    | mit Unterbrechungen |
| 1751          | Leipzig             | Pietro    | Messe |
| 1752          | Venedig             | Angelo    | |
| 1751–1752     | Hamburg             | Pietro    | September 1751 bis Juni 1752 (Ausbau Theater am Dragonerstall)                                                                                     |
| 1752–1753     | Lübeck              | Pietro    | |
| 1753          | Hamburg             | Pietro    | Juni bis 26. Juli Theater Dragonerstall |
| 1754          | Hamburg             | Pietro    | Theater Dragonerstall |
| 1755          | Stockholm           | Pietro    | |
| 1757          | Köln                | Angelo    | Bühne am Heumarkt |
| 1759          | Wien                | Angelo    | Januar und Februar 1759 |
| 1760          | Prag                | Angelo    | |
| 1764/65       | Bonn                | Angelo    | |
| 1765          | Münster             | Angelo    | 3 Opern |
| 1766          | Brüssel             | Angelo    | |
| 1767          | Bonn                | Angelo    | |